# Gerhard Furrer
Gerhard Furrer (* 26. Februar 1926 in Zürich; † 10. September 2013) war ein Schweizer Geograph.

## Leben
Gerhard Furrer studierte Geographie an der Universität Zürich (1954 Dr. phil. nat.). 1965 wurde er Privatdozent. Furrer lehrte von 1968 bis 1973 als ausserordentlicher und ab 1973 als ordentlicher Professor für Geographie in Zürich. Er war unter anderem Mitglied der Akademie der Wissenschaften und der Literatur (1992) und Ehrenmitglied der Deutschen Quartärvereinigung.

## Schriften (Auswahl)
- Solifluktionsformen im schweizerischen Nationalpark. Untersuchung und Interpretation auf morphologischer Grundlage. Liestal 1954, OCLC 600750176.
- Die Höhenlage von subnivalen Bodenformen. Untersucht in den Bündner und Walliser Alpen und verglichen mit den Verhältnissen in oberen Braldo- und Biafotal (Karakorum). Pfäffikon 1965, OCLC 74466487.
- Vergleichende Beobachtungen am subnivalen Formenschatz in Ostspitzbergen und in den Schweizer Alpen. Wiesbaden 1969, OCLC 250203111.
- 25000 Jahre Gletschergeschichte. Dargestellt an einigen Beispielen aus den Schweizer Alpen. Zürich 1991, OCLC 442907570.